# Guillaume de Saint-André
Pour les articles homonymes, voir Duché de Bretagne et Saint-André.
Guillaume de Saint-André est un ecclésiastique, administrateur et écrivain breton du XIVe siècle.

## Biographie
Son nom renvoie à Saint-André-des-Eaux, près de Guérande. Il était chanoine de la cathédrale de Dol, et devint secrétaire du duc de Bretagne Jean IV. Il a écrit entre 1381 et 1385 un poème de 4305 vers octosyllabiques en ancien français consacré au duc, le Libvre du bon Jehan, duc de Bretaigne. C'est en fait une histoire des ducs de Bretagne de 1341 à 1381 (traité de Guérande). Dans certains manuscrits, ce texte est suivi d'une adaptation en vers de la Moralisatio super ludum scaccorum (sur le jeu d'échecs) du dominicain italien Jacques de Cessoles.

## Œuvre
- Guillaume de Saint-André, Le bon Jehan et le jeu des échecs (XIVe siècle). Chronique de l'État breton, texte établi, traduit, présenté et annoté par Jean-Michel Cauneau et Dominique Philippe, Rennes, Presses Universitaires de Rennes (Histoire), 2005.